# Âmes de Pé et de Nekhen
La formule les âmes de Pé et de Nekhen, mentionnée la première fois dans les Textes des Pyramides fait référence aux ancêtres des rois de l'Égypte antique. En effet, Horus est  associé à la monarchie pharaonique, la ville de Nekhen (en grec : Hierakonpolis) était le centre du culte d'Horus en Haute-Égypte et Pé (en grec : Bouto) en Basse-Égypte, bien qu'elle ne soit pas un lieu de culte originel d'Horus, l'est devenue lorsque Rê l'a choisie après que l'œil d'Horus ait été blessé dans la lutte pour le trône d'Égypte. 
L'approbation de leurs prédécesseurs, de même que des noms mythologiques comme les « âmes de Pé et de Nekhen », est important pour les rois égyptiens, qui en font référence dans l'énoncé de nombreuses inscriptions. Même les pharaons koushites se considéraient comme les descendants des âmes de Pé et de Nekhen.
Dans le Livre des Morts, les trois âmes de Nekhen, à tête de faucon, sont identifiées à Horus, accompagné de deux de ses quatre fils, Douamoutef et Kébehsénouf, incarnations des mains de leur père souillées par le semence de Seth, tranchées par Isis, puis déposées à Nekhen par Rê. Les trois âmes de Pé sont identifiées à Horus, accompagné des deux autres de ses quatre fils, Amset et Hâpi.